# Pulau Obilatu
Pulau Obilatu är en ö i Indonesien.   Den ligger i provinsen Maluku Utara, i den östra delen av landet, 2 300 km öster om huvudstaden Jakarta. Arean är 65 kvadratkilometer.
Terrängen på Pulau Obilatu är kuperad. Öns högsta punkt är 791 meter över havet. Den sträcker sig 10,0 kilometer i nord-sydlig riktning, och 13,1 kilometer i öst-västlig riktning.  I omgivningarna runt Pulau Obilatu växer i huvudsak städsegrön lövskog.